# Saint-Grégoire (Tarn)
Pour les articles homonymes, voir Saint-Grégoire.
Saint-Grégoire est une commune française située dans le département du Tarn, en région Occitanie.
La commune possède un patrimoine naturel remarquable composé de trois zones naturelles d'intérêt écologique, faunistique et floristique.

## Géographie

### Localisation
La commune est située au nord-est d'Albi.
Sur le plan historique et culturel, la commune est dans le Ségala, un territoire s'étendant sur les départements du Tarn et de l'Aveyron, constitué de longs plateaux schisteux, morcelés d'étroites vallées.
Elle fait partie située de aire urbaine d'Albi, ainsi que dans la zone d'emploi et le bassin de vie de cette ville.

### Communes limitrophes
Les communes limitrophes sont Andouque, Arthès, Crespinet, Saint-Juéry, Saussenac et Bellegarde-Marsal.
|             | Saussenac         | Andouque  |
| Arthès      | Saint-Grégoire    | Crespinet |
| Saint-Juéry | Bellegarde-Marsal |           |

### Géologie et relief
La superficie de la commune est de 12,75 km2 ; son altitude varie de 160  à   368 mètres.

### Hydrographie

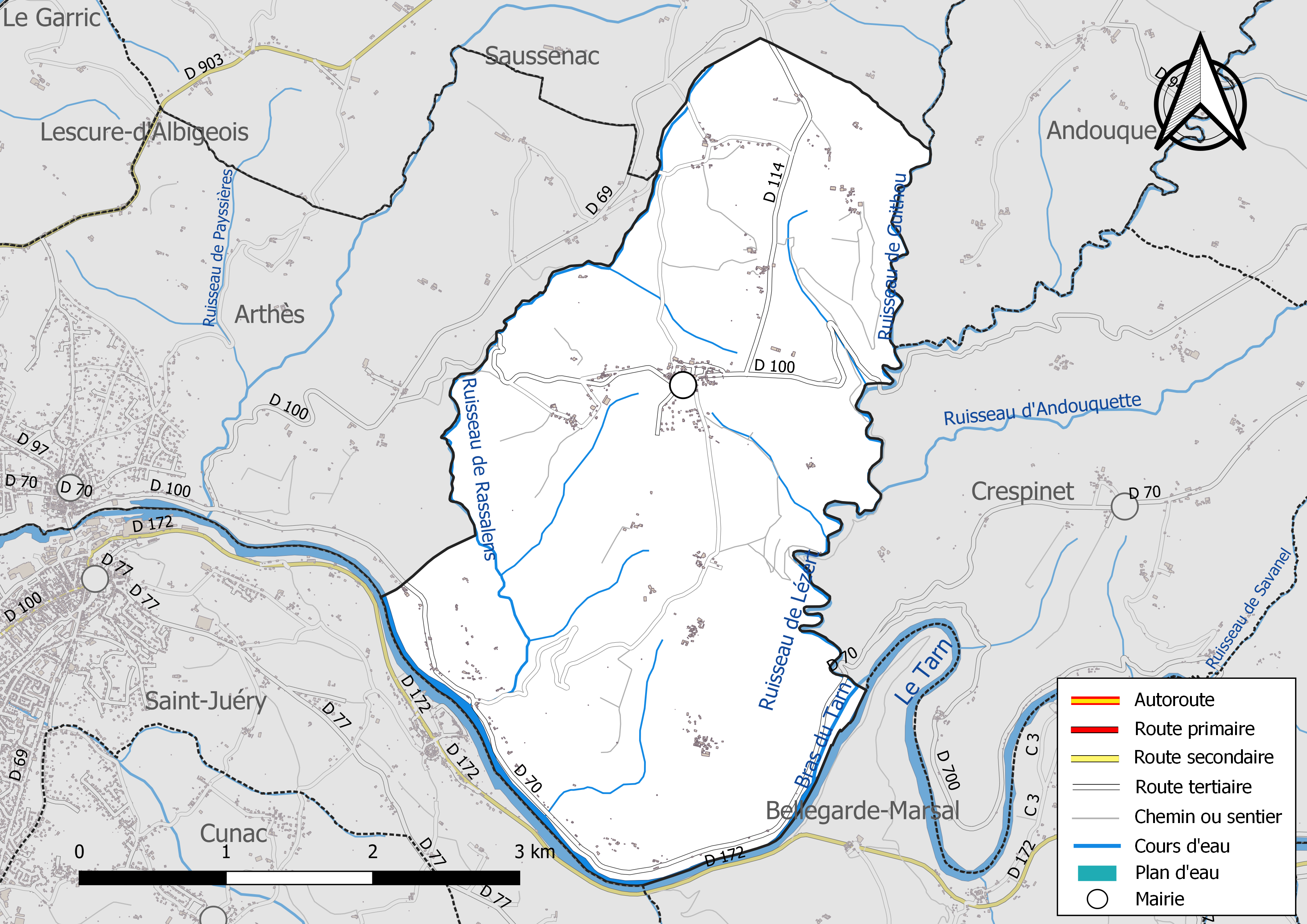
Réseaux hydrographique et routier de Saint-Grégoire.

La commune est dans le bassin de la Garonne, au sein du bassin hydrographique Adour-Garonne.
Elle est drainée par le Tarn, le ruisseau de Lézert, le ruisseau d'Andouquette, le ruisseau de Guithou, le ruisseau de Rassalens, le ruisseau des Saumes et par divers petits cours d'eau, qui constituent un réseau hydrographique de 18 km de longueur totale,.
Le Tarn, d'une longueur totale de 380 km, prend sa source sur le mont Lozère, dans le nord de la commune du Pont de Montvert - Sud Mont Lozère en Lozère, et se jette dans la Garonne à Saint-Nicolas-de-la-Grave, en Tarn-et-Garonne.

### Climat
Pour des articles plus généraux, voir Climat de l'Occitanie et Climat du Tarn.
En 2010, le climat de la commune est de type climat océanique altéré, selon une étude du Centre national de la recherche scientifique s'appuyant sur une série de données couvrant la période 1971-2000. En 2020, Météo-France publie une typologie des climats de la France métropolitaine dans laquelle la commune est toujours exposée à un climat océanique altéré et est dans la région climatique Sud-est du Massif Central, caractérisée par une pluviométrie annuelle de 1 000 à 1 500 mm, minimale en été, maximale en automne.
Pour la période 1971-2000, la température annuelle moyenne est de 12,3 °C, avec une amplitude thermique annuelle de 15,8 °C. Le cumul annuel moyen de précipitations est de 939 mm, avec 10,7 jours de précipitations en janvier et 6,1 jours en juillet. Pour la période 1991-2020, la température moyenne annuelle observée sur la station météorologique de Météo-France la plus proche, « Albi », sur la commune du Sequestre à 14 km à vol d'oiseau, est de 13,8 °C et le cumul annuel moyen de précipitations est de 733,9 mm. 
La température maximale relevée sur cette station est de 42,3 °C, atteinte le 23 août 2023 ; la température minimale est de −20,4 °C, atteinte le 16 janvier 1985,,.
Les paramètres climatiques de la commune ont été estimés pour le milieu du siècle (2041-2070) selon différents scénarios d'émission de gaz à effet de serre à partir des nouvelles projections climatiques de référence DRIAS-2020. Ils sont consultables sur un site dédié publié par Météo-France en novembre 2022.

### Milieux naturels et biodiversité
L’inventaire des zones naturelles d'intérêt écologique, faunistique et floristique (ZNIEFF) a pour objectif de réaliser une couverture des zones les plus intéressantes sur le plan écologique, essentiellement dans la perspective d’améliorer la connaissance du patrimoine naturel national et de fournir aux différents décideurs un outil d’aide à la prise en compte de l’environnement dans l’aménagement du territoire.
Deux ZNIEFF de type 1 sont recensées sur la commune :
la « rivière Tarn (partie Aveyron) » (2 381 ha), couvrant 41 communes dont 25 dans l'Aveyron et 16 dans le Tarn, et 
la « vallée du Tarn de puech Mergou à Gaycre » (2 562 ha), couvrant 11 communes du département
et une ZNIEFF de type 2, : 
la « vallée du Tarn, amont » (36 322 ha), couvrant 57 communes dont 31 dans l'Aveyron, une dans la Lozère et 25 dans le Tarn.

Carte des ZNIEFF de type 1 et 2 à Saint-Grégoire.
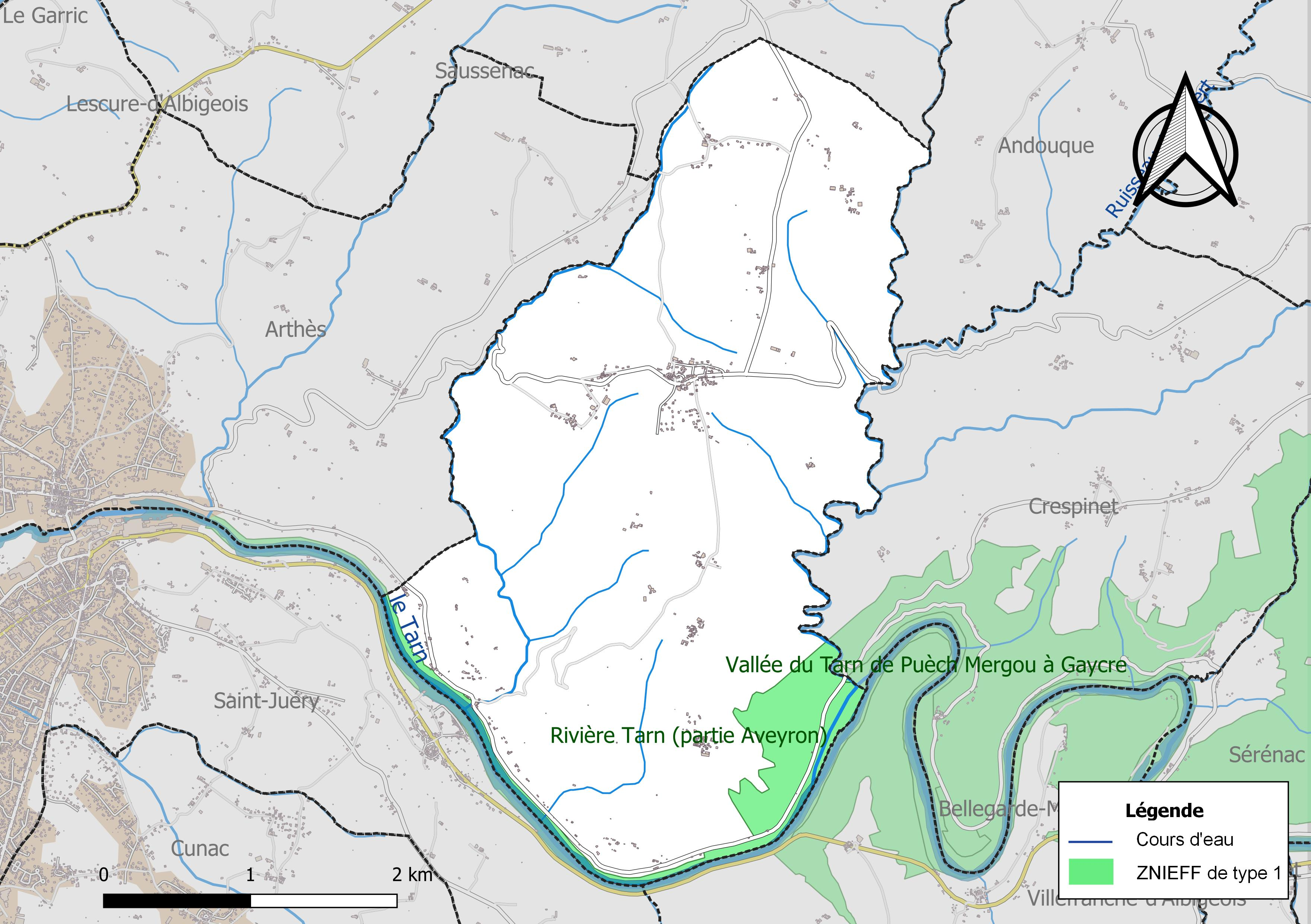
Carte des ZNIEFF de type 1 sur la commune.
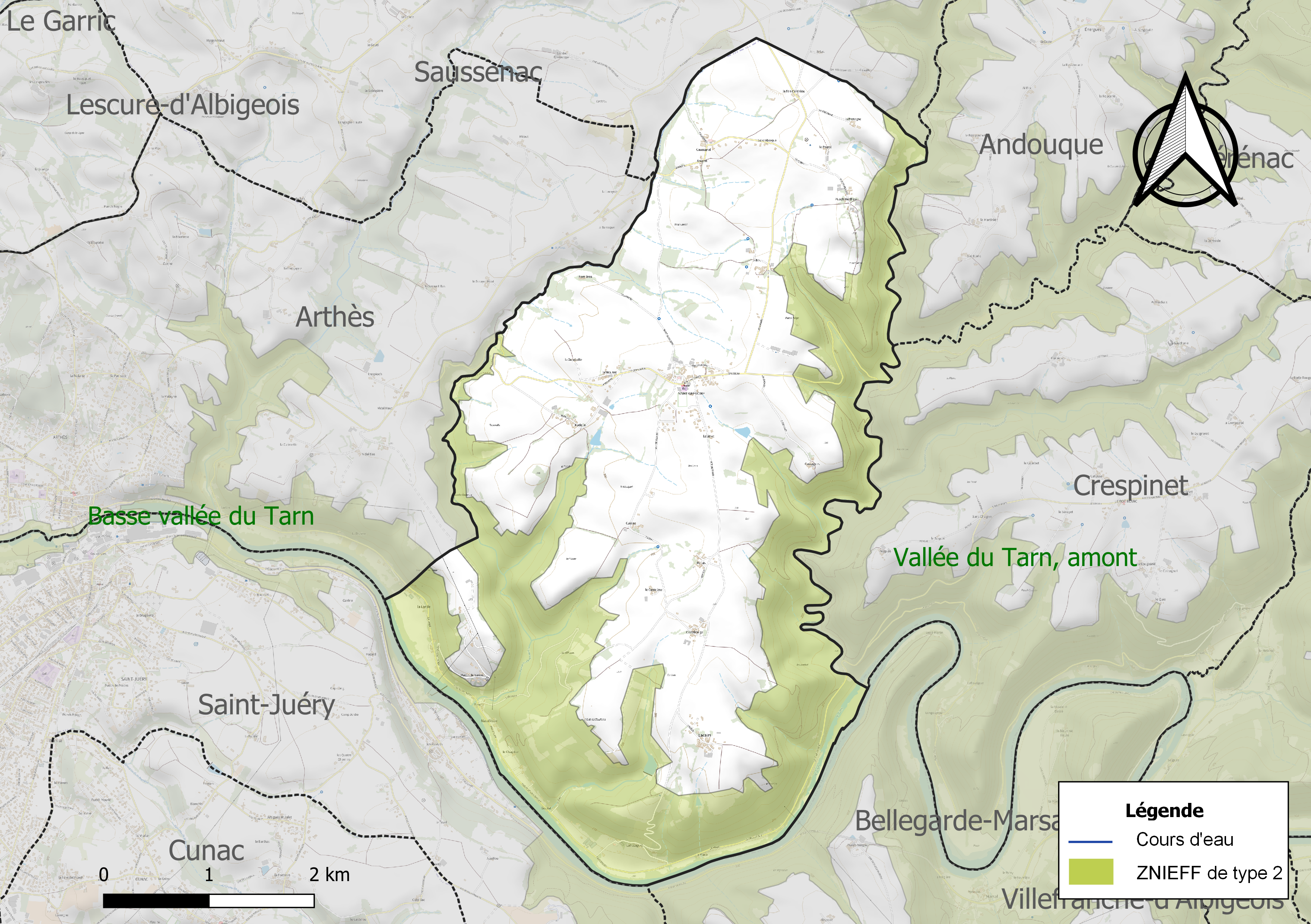
Carte de la ZNIEFF de type 2 sur la commune.

## Urbanisme

### Typologie
Au 1er janvier 2024, Saint-Grégoire est catégorisée commune rurale à habitat dispersé, selon la nouvelle grille communale de densité à sept niveaux définie par l'Insee en 2022.
Elle est située hors unité urbaine. Par ailleurs la commune fait partie de l'aire d'attraction d'Albi, dont elle est une commune de la couronne,. Cette aire, qui regroupe 91 communes, est catégorisée dans les aires de 50 000 à moins de 200 000 habitants,.

### Occupation des sols

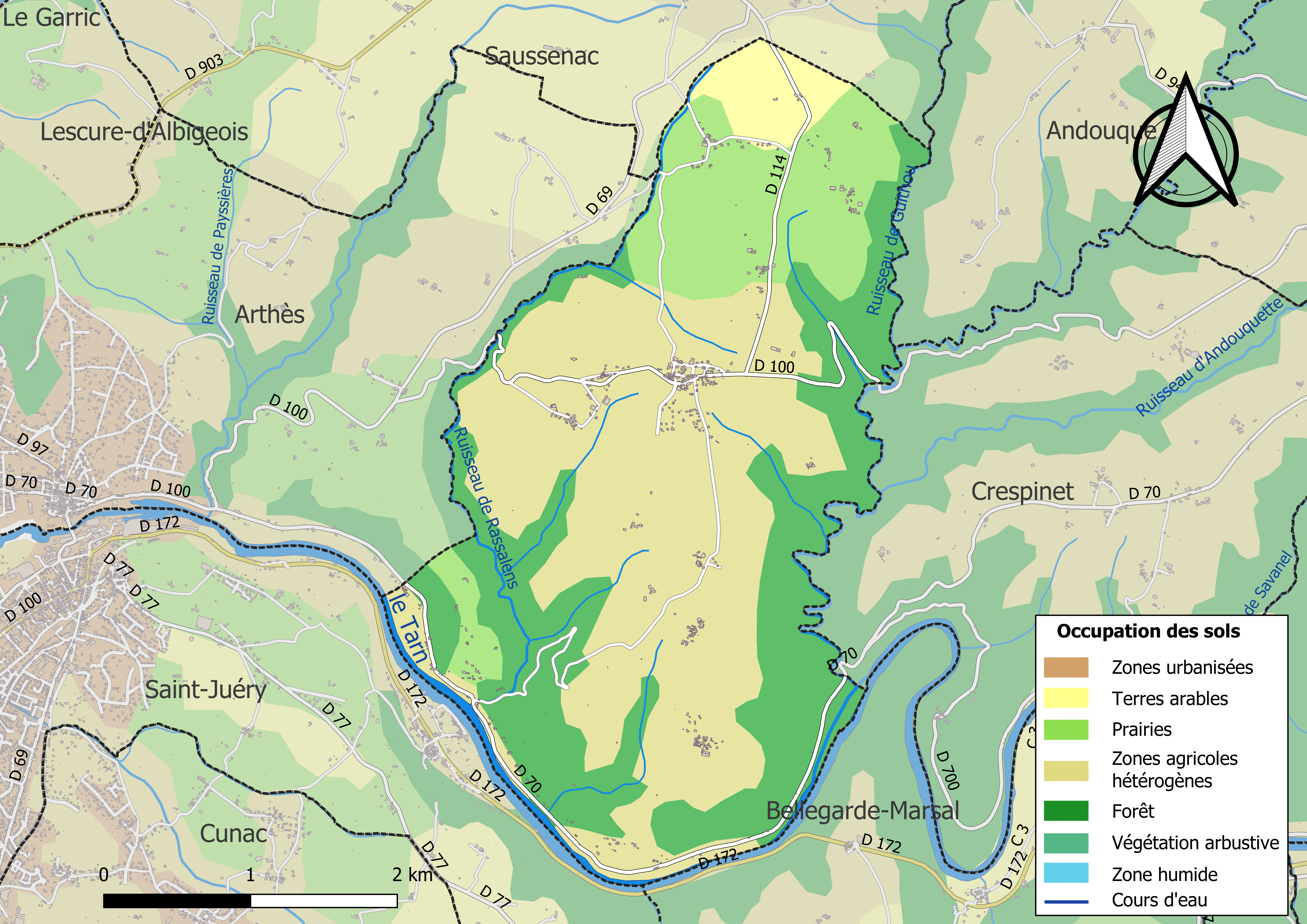
Carte des infrastructures et de l'occupation des sols de la commune en 2018 (CLC).

L'occupation des sols de la commune, telle qu'elle ressort de la base de données européenne d’occupation biophysique des sols Corine Land Cover (CLC), est marquée par l'importance des territoires agricoles (67,7 % en 2018), une proportion sensiblement équivalente à celle de 1990 (67,6 %). La répartition détaillée en 2018 est la suivante : 
zones agricoles hétérogènes (48,4 %), forêts (32,3 %), prairies (15,8 %), terres arables (3,6 %). L'évolution de l’occupation des sols de la commune et de ses infrastructures peut être observée sur les différentes représentations cartographiques du territoire : la carte de Cassini (XVIIIe siècle), la carte d'état-major (1820-1866) et les cartes ou photos aériennes de l'IGN pour la période actuelle (1950 à aujourd'hui).

### Habitat et logement
En 2020, le nombre total de logements dans la commune était de 230, alors qu'il était de 222 en 2015 et de 200 en 2010.
Parmi ces logements, 82,8 % étaient des résidences principales, 5,3 % des résidences secondaires et 11,9 % des logements vacants. Ces logements étaient pour 94 % d'entre eux des maisons individuelles et pour 4,6 % des appartements.
Le tableau ci-dessous présente la typologie des logements à Saint-Grégoire en 2020 en comparaison avec celle du Tarn et de la France entière. Une caractéristique marquante du parc de logements est ainsi la faible proportion des résidences secondaires et logements occasionnels (5,3 %) par rapport au département (7,4 %) et à la France entière (9,7 %). Concernant le statut d'occupation de ces logements, 77,3 % des habitants de la commune sont propriétaires de leur logement (78,6 % en 2014), contre 66,9 % pour le Tarn et 57,5 pour la France entière.
| Typologie                                               | Saint-Grégoire | Tarn | France entière |
| ------------------------------------------------------- | -------------- | ---- | -------------- |
| Résidences principales (en %)                           | 82,8           | 83,5 | 82,1           |
| Résidences secondaires et logements occasionnels (en %) | 5,3            | 7,4  | 9,7            |
| Logements vacants (en %)                                | 11,9           | 9,1  | 8,2            |

### Risques naturels et technologiques
Le territoire de la commune de Saint-Grégoire est vulnérable à différents aléas naturels : météorologiques (tempête, orage, neige, grand froid, canicule ou sécheresse), inondations, feux de forêts, mouvements de terrains et séisme (sismicité très faible). Il est également exposé à un risque technologique, le transport de matières dangereuses, et à un risque particulier : le risque de radon. Un site publié par le BRGM permet d'évaluer simplement et rapidement les risques d'un bien localisé soit par son adresse soit par le numéro de sa parcelle.

#### Risques naturels
Certaines parties du territoire communal sont susceptibles d’être affectées par le risque d’inondation par débordement de cours d'eau, notamment le Tarn et le ruisseau de Lézert. La cartographie des zones inondables en ex-Midi-Pyrénées réalisée dans le cadre du XIe Contrat de plan État-région, visant à informer les citoyens et les décideurs sur le risque d’inondation, est accessible sur le site de la DREAL Occitanie. La commune a été reconnue en état de catastrophe naturelle au titre des dommages causés par les inondations et coulées de boue survenues en 1982, 1994, 1996, 2003 et 2014,.
Saint-Grégoire est exposée au risque de feu de forêt. En 2022, il n'existe pas de Plan de Prévention des Risques incendie de forêt (PPRif). Le débroussaillement aux abords des maisons constitue l’une des meilleures protections pour les particuliers contre le feu,.

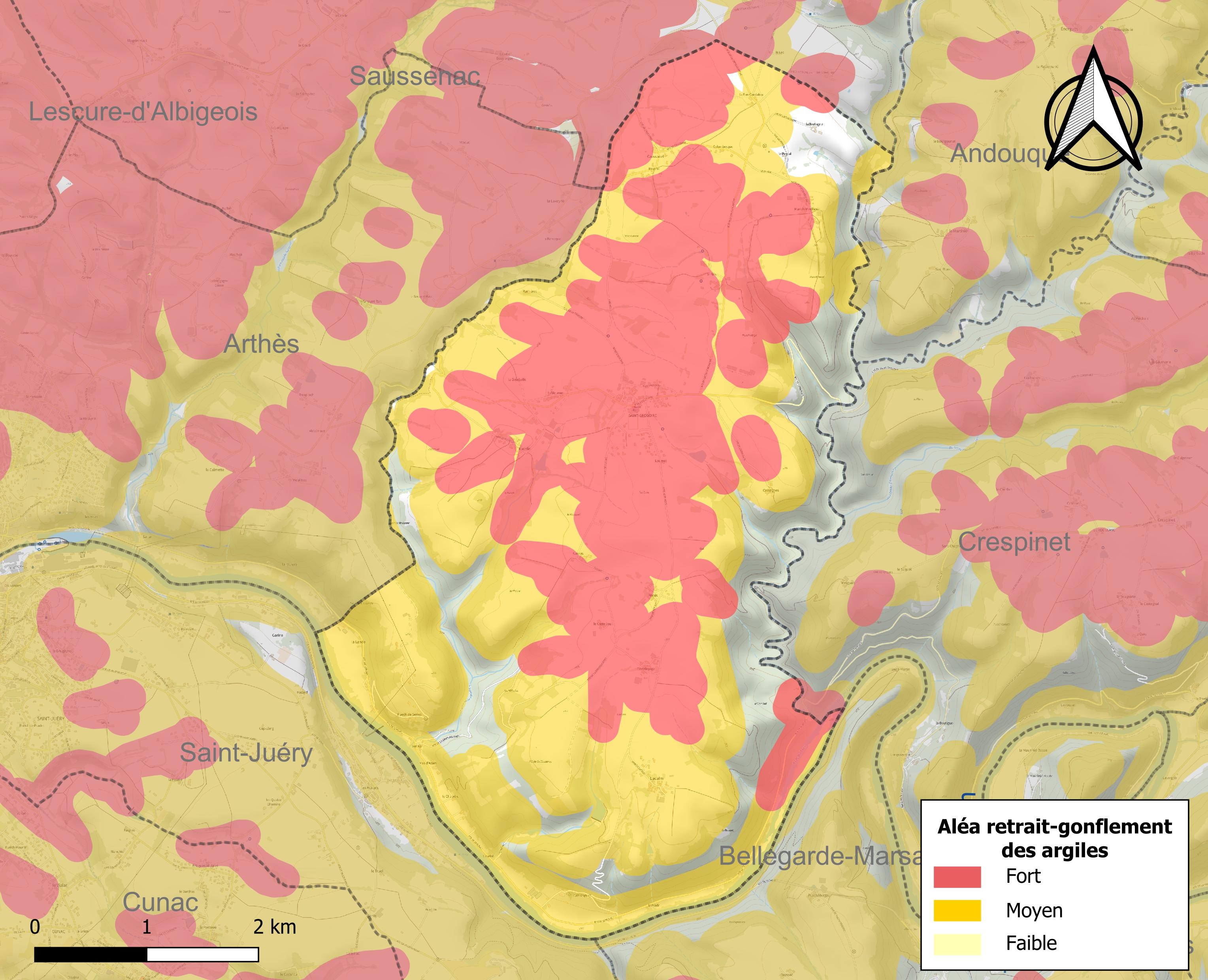
Carte des zones d'aléa retrait-gonflement des sols argileux de Saint-Grégoire.

La commune est vulnérable au risque de mouvements de terrains constitué principalement du retrait-gonflement des sols argileux. Cet aléa est susceptible d'engendrer des dommages importants aux bâtiments en cas d’alternance de périodes de sécheresse et de pluie. 86,2 % de la superficie communale est en aléa moyen ou fort (76,3 % au niveau départemental et 48,5 % au niveau national). Sur les 222 bâtiments dénombrés sur la commune en 2019, 218 sont en aléa moyen ou fort, soit 98 %, à comparer aux 90 % au niveau départemental et 54 % au niveau national. Une cartographie de l'exposition du territoire national au retrait gonflement des sols argileux est disponible sur le site du BRGM,.
Par ailleurs, afin de mieux appréhender le risque d’affaissement de terrain, l'inventaire national des cavités souterraines permet de localiser celles situées sur la commune.

#### Risques technologiques
Le risque de transport de matières dangereuses sur la commune est lié à sa traversée par des infrastructures routières ou ferroviaires importantes ou la présence d'une canalisation de transport d'hydrocarbures. Un accident se produisant sur de telles infrastructures est susceptible d’avoir des effets graves sur les biens, les personnes ou l'environnement, selon la nature du matériau transporté. Des dispositions d’urbanisme peuvent être préconisées en conséquence.

#### Risque particulier
Dans plusieurs parties du territoire national, le radon, accumulé dans certains logements ou autres locaux, peut constituer une source significative d’exposition de la population aux rayonnements ionisants. Certaines communes du département sont concernées par le risque radon à un niveau plus ou moins élevé. Selon la classification de 2018, la commune de Saint-Grégoire est classée en zone 3, à savoir zone à potentiel radon significatif.

## Histoire
En 1832, la commune, instituée par la Révolution française, absorbe une partie de celle des Avalats, le surplus étant intégré à Saint-Juéry.

## Politique et administration

### Rattachements administratifs et électoraux

#### Rattachements administratifs
La commune se trouve dans l'arrondissement d'Albi du département du Tarn.
Elle faisait partie depuis 1802 du canton de Valderiès. Dans le cadre du redécoupage cantonal de 2014 en France, cette circonscription administrative territoriale a disparu, et le canton n'est plus qu'une circonscription électorale.

#### Rattachements électoraux
Pour les élections départementales, la commune fait partie depuis 2014 du canton de Carmaux-1 Le Ségala.  
Pour l'élection des députés, elle fait partie de la deuxième circonscription du Tarn.

### Intercommunalité
Saint-Grégoire  est membre de la communauté de communes Val 81, un établissement public de coopération intercommunale (EPCI) à fiscalité propre créé fin 1994  et auquel la commune a transféré un certain nombre de ses compétences, dans les conditions déterminées par le code général des collectivités territoriales.

### Liste des maires
| Période                                  | Période                        | Identité                         | Étiquette | Qualité                                        |
| ---------------------------------------- | ------------------------------ | -------------------------------- | --------- | ---------------------------------------------- |
| Les données manquantes sont à compléter. |                                |                                  |           |                                                |
| 1793                                     | 1797                           | Pierre Jacques Lagarde           |           |                                                |
| 1798                                     | 1812                           | François Fournie                 |           |                                                |
| 1812                                     | 1823                           | Jean Jacques de Berne de Brassac |           |                                                |
| 1823                                     | 1832                           | François Fournie                 |           |                                                |
| 1832                                     | 1834                           | Jean Louis Palazy                |           |                                                |
| 1834                                     | 1835                           | Pierre Palazy                    |           |                                                |
| 1835                                     | 1851                           | George Palazy                    |           |                                                |
| 1851                                     | 1852                           | Pierre Coulom                    |           |                                                |
| 1852                                     | 1892                           | Georges Palazy                   |           |                                                |
| 1892                                     | 1831                           | Justin Palazy                    |           |                                                |
| 1831                                     | 1835                           | Eugène Anglès                    |           |                                                |
| mars 1935                                | 1939                           | Célestin Anglès                  |           |                                                |
| mars 1939                                | 1941                           | Pierre Palazy                    |           |                                                |
| mars 1941                                | 1965                           | Eugène Anglès                    |           | Président de la délégation spéciale puis maire |
| mars 1965                                | 1983                           | Élie Saysset                     | SE        |                                                |
| mars 1983                                | 2008                           | Bernard Saysset                  | UMP       |                                                |
| mars 2008                                | 2014                           | Jean Colombié                    | PS        |                                                |
| 2014                                     | mai 2020                       | Céline Anglès-Pachut             |           | Salariée du secteur médical                    |
| mai 2020                                 | avril 2023                     | Christian Cayre                  |           | Démissionnaire                                 |
| juin 2023                                | En cours (au 30 novembre 2023) | Charles Riva                     |           | Cadre retraité                                 |

## Population et société
Les habitants sont appelés les Saint-Grégoriens ou  Saint-Grégoriennes.

### Démographie
L'évolution du nombre d'habitants est connue à travers les recensements de la population effectués dans la commune depuis 1793. Pour les communes de moins de 10 000 habitants, une enquête de recensement portant sur toute la population est réalisée tous les cinq ans, les populations de référence des années intermédiaires étant quant à elles estimées par interpolation ou extrapolation. Pour la commune, le premier recensement exhaustif entrant dans le cadre du nouveau dispositif a été réalisé en 2007.

En 2022, la commune comptait 471 habitants, en évolution de −0,84 % par rapport à 2016 (Tarn : +2,52 %, France hors Mayotte : +2,11 %).
| 1793 | 1800 | 1806 | 1821 | 1831 | 1836 | 1841 | 1846 | 1851 |
| ---- | ---- | ---- | ---- | ---- | ---- | ---- | ---- | ---- |
| 509  | 542  | 566  | 566  | 596  | 632  | 603  | 617  | 619  |

| 1856 | 1861 | 1866 | 1872 | 1876 | 1881 | 1886 | 1891 | 1896 |
| ---- | ---- | ---- | ---- | ---- | ---- | ---- | ---- | ---- |
| 602  | 564  | 580  | 543  | 508  | 520  | 502  | 501  | 403  |

| 1901 | 1906 | 1911 | 1921 | 1926 | 1931 | 1936 | 1946 | 1954 |
| ---- | ---- | ---- | ---- | ---- | ---- | ---- | ---- | ---- |
| 433  | 436  | 436  | 407  | 387  | 378  | 388  | 371  | 362  |

| 1962 | 1968 | 1975 | 1982 | 1990 | 1999 | 2006 | 2007 | 2012 |
| ---- | ---- | ---- | ---- | ---- | ---- | ---- | ---- | ---- |
| 352  | 340  | 304  | 292  | 307  | 328  | 407  | 418  | 482  |

| 2017 | 2022 | - | - | - | - | - | - | - |
| ---- | ---- | - | - | - | - | - | - | - |
| 462  | 471  | - | - | - | - | - | - | - |

## Économie

### Revenus
En 2018, la commune compte 179 ménages fiscaux, regroupant 438 personnes. La médiane du revenu disponible par unité de consommation est de 21 030 € (20 400 € dans le département).

### Emploi
|                | 2008  | 2013  | 2018  |
| -------------- | ----- | ----- | ----- |
| Commune        | 4,7 % | 7,3 % | 8,1 % |
| Département    | 8,2 % | 9,9 % | 10 %  |
| France entière | 8,3 % | 10 %  | 10 %  |

En 2018, la population âgée de 15 à 64 ans s'élève à 308 personnes, parmi lesquelles on compte 77 % d'actifs (68,9 % ayant un emploi et 8,1 % de chômeurs) et 23 % d'inactifs,. Depuis 2008, le taux de chômage communal (au sens du recensement) des 15-64 ans est inférieur à celui de la France et du département.
La commune fait partie de la couronne de l'aire d'attraction d'Albi, du fait qu'au moins 15 % des actifs travaillent dans le pôle,. Elle compte 62 emplois en 2018, contre 53 en 2013 et 39 en 2008. Le nombre d'actifs ayant un emploi résidant dans la commune est de 213, soit un indicateur de concentration d'emploi de 29,3 % et un taux d'activité parmi les 15 ans ou plus de 63,1 %.
Sur ces 213 actifs de 15 ans ou plus ayant un emploi, 43 travaillent dans la commune, soit 20 % des habitants. Pour se rendre au travail, 90,7 % des habitants utilisent un véhicule personnel ou de fonction à quatre roues, 0,9 % les transports en commun, 1,8 % s'y rendent en deux-roues, à vélo ou à pied et 6,6 % n'ont pas besoin de transport (travail au domicile).

### Activités hors agriculture
30 établissements sont implantés  à Saint-Grégoire au 31 décembre 2019.
Le secteur de la construction est prépondérant sur la commune puisqu'il représente 30 % du nombre total d'établissements de la commune (9 sur les 30 entreprises implantées  à Saint-Grégoire), contre 12,5 % au niveau départemental.

### Agriculture
La commune est dans le Segala, une petite région agricole située dans le nord-est du département du Tarn. C’est la relative pauvreté du sol de cette région où ne poussait jadis que le seigle qui a donné son nom à cette aire géographique. Situé en moyenne altitude, le Ségala s’étend sur des territoires vallonnés et riches en schiste. En 2020, l'orientation technico-économique de l'agriculture  sur la commune est l'élevage de bovins, pour la viande.
|               | 1988 | 2000 | 2010 | 2020 |
| ------------- | ---- | ---- | ---- | ---- |
| Exploitations | 35   | 21   | 16   | 12   |
| SAU (ha)      | 852  | 636  | 612  | 489  |

Le nombre d'exploitations agricoles en activité et ayant leur siège dans la commune est passé de 35 lors du recensement agricole de 1988  à 21 en 2000 puis à 16 en 2010 et enfin à 12 en 2020, soit une baisse de 66 % en 32 ans. Le même mouvement est observé à l'échelle du département qui a perdu pendant cette période 58 % de ses exploitations,. La surface agricole utilisée sur la commune a également diminué, passant de 852 ha en 1988 à 489 ha en 2020. Parallèlement la surface agricole utilisée moyenne par exploitation a augmenté, passant de 24 à 41 ha.

## Culture locale et patrimoine

### Lieux et monuments
- Église Notre-Dame de Caussanel. Statue de la Vierge Marie datant du XVe siècle en bois polychrome.
- Église Saint-Grégoire-le-Grand de Saint-Grégoire. XIXe siècle.
- Chapelle Notre-Dame-de-Cahuzaguet romane, d'aspect fortifié, en bordure du Tarn : clocher carré, abside voûtée en cul-de-four ; bénitier hexagonal gothique ; statue de Notre-Dame des Anges, tableau de la Crucifixion avec vue d'Albi au XVIIe. L'édifice a été inscrit au titre des monuments historiques en 1972[41]. Plusieurs objets sont référencés dans la base Palissy (voir les notices liées)[41].
- La Bastade des Vassals, un hameau médiéval en ruines[42],[43]

- Château de Labastide-Vassals : donjon XIIIe siècle dominant un ancien moulin sur le Lézert et un pont d'époque. Le château fut détruit, sous les assauts du Prince Noir et de Rodrigue de Villaudrant, durant la guerre de Cent Ans, lors d'une incursion anglaise (1430). Il était la propriété du Sire de Gasc seigneur de Labastide Vassals et proche allié de la puissante seigneurie d'Ambialet et des Trencavel. Le Sire de Gasc essaya bien, neuf ans plus tard (1439), lors de la visite à Albi du dauphin et futur Louis XI, de lever des fonds pour sa reconstruction, mais celui-ci refusa. De nos jours les ruines de Labastide Vassals surplombent toujours le lézert de son piédestal.
- Château de Cussac : construit après la destruction de Labastide Vassals par les descendants du sire de Gasc à la fin du XVe siècle, ce château d'inspiration plutôt Renaissance surplombe encore de nos jours la vallée du Tarn.
- Le Souterrain : du bois de Saint-Grégoire.
- La Fontaine de Méout : connue pour ces vertus depuis l'époque gallo-romaine.

### Héraldique
| Blason de Saint-Grégoire (Tarn) | Blason  | De gueules à la barre d'argent.                  |
| Blason de Saint-Grégoire (Tarn) | Détails | Le statut officiel du blason reste à déterminer. |